# Toyota Fine-X

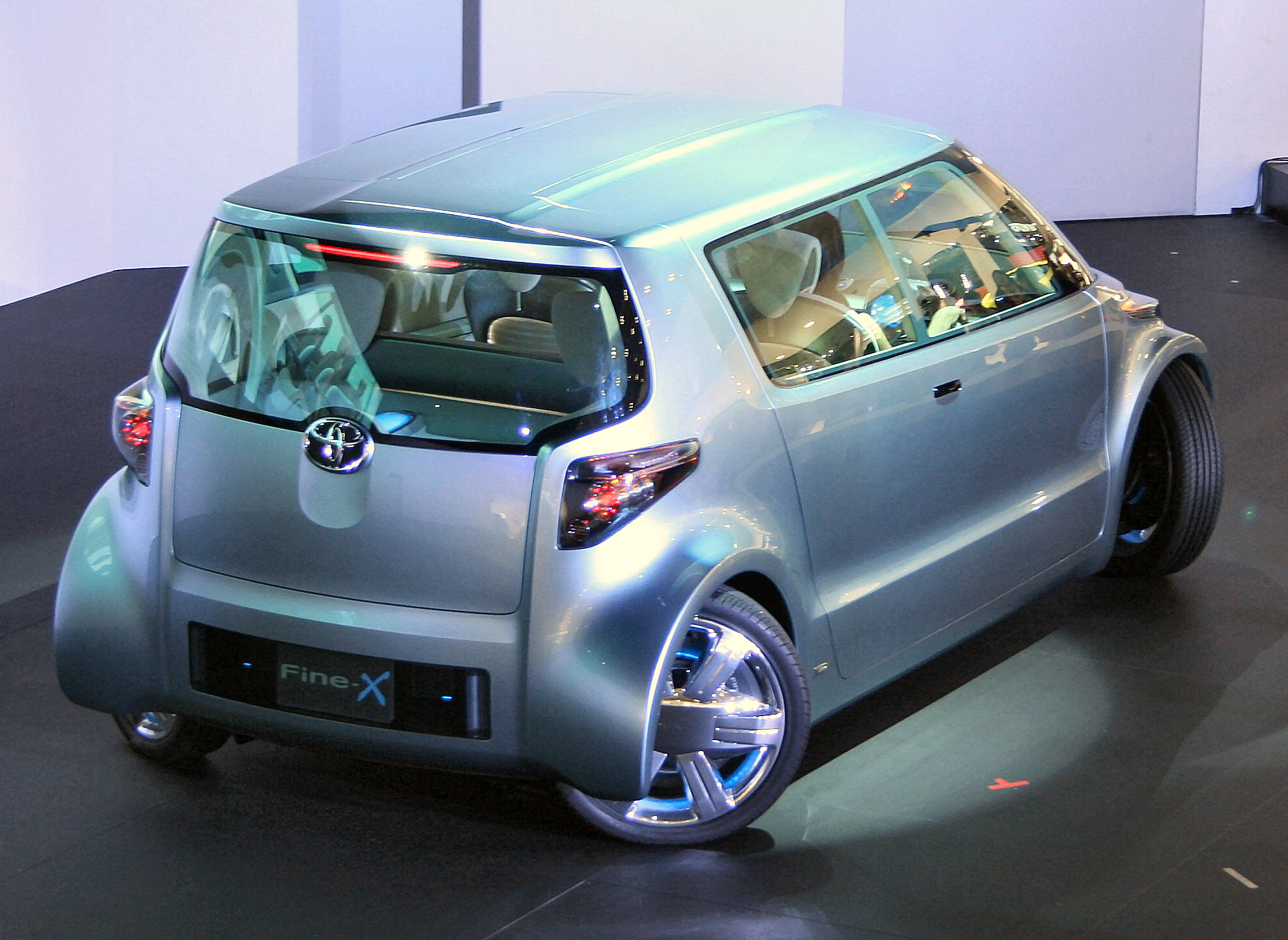
Toyota Fine-X 2005

Toyota Fine-X — концепт-кар компанії Toyota. Вперше був показаний на Токійському автосалоні у 2005 році

. Автомобіль має неймовірні технічні і ходові характеристики. Новації і дизайнерські рішення отримали багато позитивних відгуків від журналістів профільних видань.

## Характеристики
Має дуже маленькі розміри. 4 повортні колеса дозволяють розвернутися практично на місці. Також авто дуже зручне у паркуванні.